# Glipa luteofasciata
Glipa luteofasciata es una especie de coleóptero de la familia Mordellidae.

## Distribución geográfica
Habita en Nyasaland (República de Malaui).